# Gérard Cagnoli
Pour les articles homonymes, voir Cagnoli.
Gérard Cagnoli, né à Valenza, Royaume d'Italie (Saint-Empire romain) en 1267 et mort à Palerme, Royaume de Sicile le 29 décembre 1342, est un ermite italien devenu franciscain au XIVe siècle. 

## Biographie
Issu d'une famille noble et riche de la région du Piémont, il décide au décès de sa mère en 1290 (son père étant déjà mort) de distribuer tous ses biens aux pauvres et de vivre la vie ascétique, mendiant sa nourriture et visitant les sanctuaires. Il entreprit au départ de sa conversion un long pèlerinage vers le sud où il passa par Rome et Naples avant de s'installer à Trapani puis sur les pentes de l'Etna pour un long ermitage. En 1307, il mit fin à sa solitude et choisit de rejoindre l'Ordre des Frères Mineurs à Catane en tant que simple frère fortement inspiré, semble-t-il, par la vie et l'exemple d'un autre franciscain alors bientôt canonisé Louis de Toulouse. Il passera le reste de sa vie comme portier au couvent franciscain de San Francesco de Palerme. Il servit également comme cuisinier.
Sa simplicité et son esprit d'enfance lui valurent l'admiration de beaucoup. Déjà de son vivant sa réputation de sainteté était faite.

## Vénération
Gérard Cagnoli fut béatifié le 13 Mai 1908 par le pape Pie X. Il est fêté le 29 décembre.

## Biographie
- (it) Il martirologio romano. Riformato a norma dei decreti del Concilio ecumenico Vaticano II e promulgato da papa Giovanni Paolo II, LEV, Città del Vaticano 2004.
- (lt) Congregatio de Causis Sanctorum, Index ac status causarum, Città del Vaticano 1999.
- (it) Filippo Caraffa e Giuseppe Morelli (curr.), Bibliotheca Sanctorum (BSS), 12 voll., Istituto Giovanni XXIII nella Pontificia Università Lateranense, Roma 1961-1969.